# Maha Sura Singhanat
 (février 2019).
Si vous disposez d'ouvrages ou d'articles de référence ou si vous connaissez des sites web de qualité traitant du thème abordé ici, merci de compléter l'article en donnant les références utiles à sa vérifiabilité et en les liant à la section « Notes et références ».
Phra Maha Somdet Bawornrajchao Sura, né sous le nom de Bunma (1er novembre 1744 - 3 novembre 1803) est le premier vice-roi de Thaïlande de la dynastie Chakri et le frère du roi Buddha Yodfa Chulalok. Il est le fils de Thongdee, un baron thaïlandais, et de Daoreung.

## Jeunesse
Il est né le 1er novembre 1744 à Ayutthaya. Son père est le secrétaire et le Garde des Sceaux du royaume du Siam du Nord. C'est un descendant de Kosa Pan, chef de la mission siamoise en France au XVIIe siècle  Comme il est le fils d'un aristocrate, il entre au palais royal comme page. Bunma est le benjamin d'une fratrie de quatre frères et sœurs. Il a aussi deux autres demi-frères et sœurs.

## Carrière militaire
En 1767, sa ville natale est sur le point de passer sous contrôle birman. Bunma fuit la ville dans une petite caraque pour rejoindre le reste de sa famille à Amphawa dans la province de Samut Songkhram. Son frère, Luang Yokbat de Ratchaburi, suggère qu'il rejoigne les forces de Taksin à Chonburi.
Après la chute d'Ayutthaya, la ville et sa périphérie passent sous contrôle birman tandis que des nobles siamois locaux[Lesquels ?] établissent leurs propres États. En 1768, Taksin reprend Ayutthaya et repousse les Birmans. Après la création du quartier de Thonburi et le couronnement de Taksin, Bunma est nommé Phra Maha Montri.
Durant la même année, les deux frères rejoignent les forces armées qui combattent le seigneur Pimai de Korat. Après cette campagne, Bunma est élevé au rang de Phraya Anuchitraja. Il mène ensuite plusieurs combats afin de repousser les Birmans. En 1770, après la défaite de Lord Fang, il devient Chao Phraya Surasi, gouverneur de Phitsanulok et défenseur des frontières Nord.
En 1771, Burna rejoint Phraya Pichai durant son combat légendaire où il casse son épée. Chao Phraya Surasi (Burna) était connu pour sa cruauté lors des guerres si bien que les Birmans lui donnent le nom de « Seigneur Tigre ». En 1774, Phraya Surasi et son frère se voient confier la mission de capturer Lanna des Birmans. Avec l'aide du prince Kawila de Lampang, les forces siamoises prennent la ville de Chiang Mai. Surasi prend alors la sœur de Kawila, Sri Anocha, comme  première épouse.
Entre 1771 et 1781, Surasi rejoint son frère dans des campagnes militaires de grande envergure visant à assujettir les royaumes laotiens de Vientiane, Luang Prabang, Champasak et le Cambodge. En 1781, Taksin tombe malade et une rébellion éclate avec pour but de destituer le roi. Son frère, le Somdet Chao Phraya Maha Kshatriyaseuk retourne à Bangkok pour mater cette rébellion, se couronne et adopte le nom de Phutthayotfa Chulalok. Il déplace la capitale sur la rive gauche de la rivière Chao Phraya, qui deviendra le Bangkok moderne. Surasi est nommé par son frère, bras droit du roi et héritier du trône.

## Palais Avant
Maha Sura Singhanat est à l'origine de la construction du Palais Avant (Front Palace) à Bangkok. En 1785, le roi birman Bodawpaya lance une invasion massive du Siam qui débouche sur la bataille des neuf armées. Maha Sura Singhanat mène les forces siamoises qui font face aux armées birmanes venant de l'ouest et du sud. Il défait ces armées et force Bodawpaya à la retraite. L'année suivante, en 1786, Bodawpaya revint, et positionne ses armées à Ta Din Daeng. Maha Sura Singhanat inflige alors une défaite aux Birmans et les force à se retirer pour la deuxième fois.
En 1802, les Birmans envahissent Chiangmai. Phutthayotfa Chulalok envoie son frère mener le siège de Chiangmai. Maha Sura Singhanat tombe malade au cours du voyage mais envoie tout de même ses troupes à Chiangmai. Phutthayotfa Chulalok, après avoir entendu parler de la maladie de son frère, envoie son neveu Anurak Devesh, le Palais Arrière, prendre Chiangmai. Mais les forces du Palais Avant réussissent à prendre Chiangmai avant l'arrivée des renforts l'avance et se plaignent de l'efficacité des forces du Palais royal, ce qui provoque des conflits entre les militaires des deux palais.

## Décès
En novembre 1803, Maha Sura Singhanat tombe gravement malade. Cependant, comme rapporté par sa fille la princesse Kampushchat, les fonctionnaires du Palais Avant ont bloqué l'accès aux forces du Palais Royal pendant que Buddha Yodfa Chulalok prenait soin de son frère. Maha Sura Singhanat indique dans son testament que les trésors du Palais Avant doivent être seulement légués à ses propres descendants. Maha Sura Singhanat meurt finalement le 3 novembre 1803.